# The Magicians
The Magicians é uma série de televisão de fantasia americana exibida no Syfy e baseada no romance homônimo de Lev Grossman. Michael London, Janice Williams, John McNamara e Sera Gamble atuam como produtores executivos. Um pedido de 13 episódios foi feito para a primeira temporada em maio de 2015 e a série estreou em 16 de dezembro de 2015, como uma prévia especial.
Em fevereiro de 2018, a série foi renovada para uma quarta temporada de 13 episódios, que estreou em 23 de janeiro de 2019. Em janeiro de 2019, o Syfy renovou a série para uma quinta temporada, com estreia prevista para janeiro de 2020.

## Premissa
Quentin Coldwater se matricula na Universidade Brakebills de Pedagogia Mágica para ser treinado como mágico, onde descobre que o mundo mágico de seus livros favoritos de infância é real e representa um perigo para a humanidade. Enquanto isso, a vida de sua amiga de infância Julia é descarrilada quando lhe é negada a entrada e ela procura por magia em outro lugar.

## Elenco

### Regular
- Jason Ralph como Quentin Coldwater, um estudante de graduação mágica e o protagonista. Ele se matricula na faculdade de Brakebills para ser treinado como um mago. Um fã de longa data do Fillory e outras série, ele descobre que essas histórias são, de fato, verdade e representam um perigo para o seu mundo.
- Stella Maeve como Julia Wicker, amiga de infância de Quentin, uma Ivy League, aluna que não é admitido em Brakebills, e é recrutado por uma sociedade mágica secreta.
- Olivia Taylor Dudley como Alice Quinn, uma maga e interesse amoroso de Quentin, cujos pais são mágicos e que vem de uma vida negligenciada em casa.
- Hale Appleman como Eliot Waugh, um estudante de Brakebills e sênior de Quentin. Ele gosta de festas e bebidas é aliado frustrante para Quentin.
- Arjun Gupta como William 'Penny' Adiyodi, companheiro de quarto e companheiro de Quentin, deliberadamente intimidante e nervoso.
- Summer Bishil como Margo Hanson, equivalente a Janet dos romances, seu nome foi mudado para evitar a confusão com outros nomes começando com "J".

### Recorrente
- Jade Tailor como Kady Orloff-Diaz, uma estudante de Brakebills resistente, rebelde e sexy que atrai a atenção de Penny dentro e fora da sala de aula. Depois que ela foge de Brakebills, ela se junta a um grupo de mágicos liderados por Richard e faz amizade com Julia.
- Rose Liston como Jane Chatwin, uma personagem do "Fillory" e outros romances que também aparece para Quentin, ajudando a orientá-lo em sua viagem mágica.
- Rick Worthy como Henry Fogg, o reitor de Brakebills.
- David Call como Pete, um dos confidentes que acolhem Julia em um submundo clandestino para desenvolver suas habilidades latentes.
- Michael Cassidy como James (1ª temporada), o namorado de Julia.
- Esmé Bianco como Eliza (1ª temporada), uma paramédica que ajuda Quentin a iniciar a jornada pela magia real.
- Anne Dudek como Pearl Sunderland, uma professora em Brakebills e mentora de Penny.
- Kacey Rohl como Marina Andrieski, Marina foi expulsa de Brakebills três meses antes da formatura, e usa Julia para ajudá-la a recuperar as memórias do que ela aprendeu.
- Charles Mesure como A Besta, um mestre mágico com seis dedos que assumiu o controle de Fillory e tenta dominar a Terra. Sua cabeça é normalmente magicamente obscurecida por um enxame de mariposas.
- Mackenzie Astin como Richard, o líder de um grupo de magos que Julia se junta. Ele é um conselheiro quando Julia está na reabilitação, e ensina-lhe mais magia.
- Keegan Connor Tracy como Professora Lipson, uma professora de Brakebills especializada na cura mágica. Ela trabalha na enfermaria da escola.
- Katie Findlay como Eve
- Garcelle Beauvais como Nossa Senhora Subterrânea, uma deusa desaparecida que Richard e Julia esperam entrar em contato.
- Brittany Curran como Fen (2ª temporada), esposa Fillorian de Eliot.
- Rizwan Manji como Tick Pickwick, (2ª temporada), um conselheiro real.
- Arlen Escarpeta como Principe Ess (2ª temporada), um, áspero, homem bonito revestido de pele, com uma espécie de ar de fraternidade  de direito é o governante de Loria.
- Christopher Gorham como John Gaines (2ª temporada), um senador que descobre na posse sobre suas habilidades incomuns.

## Episódios

### 1ª Temporada
| No. geral | No. | Título                                 | Diretor(es)     | Escritor(es)                                         | Exibição                | Audência (em milhões) |
| --- | --- | -------------------------------------- | --------------- | ---------------------------------------------------- | ----------------------- | --------------------- |
| 1 | 1   | "Magia Não Autorizada"                 | Mike Cahill     | Sera Gamble & John McNamara                          | 16 de dezembro de 2015  | 0,92                  |
| Quentin e Julia são convidados a realizar um teste de suas habilidades mágicas. Quentin passa e é aceito pela Brakebills University. Julia falha no teste e eles tentam limpar sua memória sobre Brakebills e o teste, mas ela consegue deixar uma pista para se lembrar. Recusando-se a aceitar que ela não pode aprender magia, ela é contatada mais tarde por Pete, que se oferece para ensiná-la. Em seus sonhos, Quentin conhece Jane Chatwin dos romances "Fillory", que o adverte sobre a Besta e o deixa com um símbolo queimado em sua mão. Alice reconhece o símbolo e o vê como uma oportunidade de saber como seu irmão morreu. Ela e Quentin, juntamente com Penny e Kady tentam contatar seu irmão morto, Charlie. Em vez disso, acidentalmente convocam a Besta que aparece na escola no dia seguinte, atacando um professor e o reitor. |     |                                        |                 |                                                      |                         |                       |
| 2 | 2   | "A Fonte da Magia"                     | Scott Smith     | Sera Gamble                                          | 25 de janeiro de 2016   | 1,11                  |
| Professora Pearl investiga o incidente com a Besta em Brakebills e Quentin, Alice, Penny e Kady enfrentam ação disciplinar por seu envolvimento no ataque da Besta. Mas Eliza, que é chamada como especialista, deixa-os em liberdade condicional. Julia encontra Marina quando ela tem que passar por um teste para se juntar às bruxas de hedge. Kady está trabalhando secretamente para Marina. |     |                                        |                 |                                                      |                         |                       |
| 3 | 3   | "Consequências da Conjuração Avançada" | Scott Smith     | Henry Alonso Myers                                   | 01 de fevereiro de 2016 | 0,90                  |
| Alice e Quentin descobrem que seu irmão, Charlie, foi consumido pela magia e se transformou em uma niffin há cinco anos. Quando o encontram, ele age de maneira diferente e Quentin o destrói. Devastada com o que aconteceu com seu irmão, Alice deixa Brakebills. Julia luta para equilibrar a magia de aprendizagem com a manutenção de sua vida anterior. Eliot procura o livro que Kady roubou para Marina, o que o leva junto com Quentin a casa de segurança das bruxas de cobertura de Marina, onde Quentin encontra e confronta Julia. Penny, depois de ter sido atribuído incorretamente à disciplina psíquica, descobre que ele é um "Viajante", que tem a capacidade de viajar entre mundos. |     |                                        |                 |                                                      |                         |                       |
| 4 | 4   | "O Mundo nas Paredes"                  | James L. Conway | John McNamara                                        | 08 de fevereiro de 2016 | 0,75                  |
| Quentin acorda no hospital psiquiátrico no qual ele se consultou no primeiro episódio, onde suas memórias de Brakebills e magia são tratadas como delírios. É revelado que Julia e Marina fizeram a alucinação elaborada de Quentin, e a única maneira de tirá-lo envolve invocar um inseto demoníaco. Dean Fogg retira o feitiço de segurança da escola Brakebills, permitindo que Marina e Julia entrem e roubem as memórias de Marina de seu tempo em Brakebills antes de ser expulsa. Quentin, com a ajuda de Penny e suas visões de Jane Chatwin, é capaz de escapar da alucinação. Marina, depois de se reunir com suas lembranças, corta Julia de sua casa segura de bruxa de cobertura, porque Julia tentou ajudar Dean Fogg salvar Quentin. |     |                                        |                 |                                                      |                         |                       |
| 5 | 5   | "Reparações, Maiores e Menores"        | Bill Eagles     | David Reed                                           | 15 de fevereiro de 2016 | 0,75                  |
| Quentin visita sua casa depois de descobrir que seu pai foi diagnosticado com câncer cerebral. Ele luta com a aceitação de que a magia não pode salvar seu pai, e eventualmente revela para seu pai sobre a magia. Depois de ser cortada por Marina, Julia tenta encontrar outras casas de hedge seguras em Nova York com a ajuda de Pete, mas ninguém tem quase tantos feitiços. Marina apaga a memória de James de Julia para impedi-la de contar-lhe sobre magia. Alice volta para Brakebills e Eliot e Margo tentam usar suas conexões para obter um mentor. Penny práticas projeção astral e descobre uma mulher, Victoria, acorrentado em uma masmorra pela Besta. Baseado nos brasões nas portas, Quentin supõe que Penny viajou para Fillory. |     |                                        |                 |                                                      |                         |                       |
| 6 | 6   | "Aplicações Impraticáveis"             | John Stuart     | Scott Leah Fong                                      | 22 de fevereiro de 2016 | 0,65                  |
| Os alunos do primeiro ano devem passar por um conjunto de desafios chamados "os ensaios" concebidos pelos terceiros anos. Enquanto faz as provas, Quentin e Penny se reconciliam, Alice e Quentin compartilham segredos e Kady confessa a verdade de que ela está usando Penny. Cada um dos alunos que passa por todos os ensaios, se transformam em um ganso. Enquanto isso, em uma tentativa de roubar feitiços de Marina, Julia se junta a uma bruxa de hedge mais velha que também tem conexões com Marina. A bruxa de hedge mais velha acaba por ser a mãe de Kady e morre no processo de roubar o armário de feitiços da casa segura de Marina. Kady estava trabalhando para a Marina em pagamento de uma dívida relacionada à sua mãe. Kady ainda não sabe que sua mãe morreu. |     |                                        |                 |                                                      |                         |                       |
| 7 | 7   | "As Circunstâncias de Mayakovsky"      | Guy Norman Bee  | História por: Mike Moore Teleplay por: John McNamara | 29 de fevereiro de 2016 | 0,70                  |
| Na forma de gansos, Quentin e seus colegas voam para Brakebills South Antarctica para estudar com o professor Mayakovsky, que coloca-os através de vários desafios. Eliot e Margo preparam-se para viajar para Ibiza, e com a ajuda de Todd e Mike, recém-conhecidos, convocam um Djinn como um presente para os organizadores da festa. Quando Eliot começa a dormir com Mike, ele escolhe ficar para trás e Todd vai com Margo. A irmã de Julia á pega da delegacia depois da morte da mãe de Kady e insiste em ajudar Julia a evitar que a mãe saiba o que aconteceu. Mayakovsky insinua que Alice e Quentin estão em um relacionamento. Ele também diz a Kady que sua mãe morreu e ela não é mais bem-vinda em Brakebills, encorajando-a a sair imediatamente e não voltar para a escola principal, para não perder suas memórias de seu tempo na escola. |     |                                        |                 |                                                      |                         |                       |
| 8 | 8   | "O Coração Estrangulado"               | Jan Eliasberg   | David Reed                                           | 07 de março de 2016     | 0,67                  |
| Eliot e Mike se aproximam, enquanto Quentin e Alice passam um tempo separados para fazer avaliações sobre seus sentimentos um pelo outro. Mike, enquanto atacava Quentin, esfaqueia Penny com uma lâmina amaldiçoada. Reconhecendo um evento semelhante no Fillory e mais livros, Quentin e Alice são capazes de salvá-lo. Mike finge não se lembrar de nada até Eliza confrontá-lo, momento em que ele a reconhece como Jane Chatwin e mata-la. Ele também tenta atacar Dean Fogg, mas antes de fazê-lo, ele é morto por Eliot. Na reabilitação, Julia encontra um conselheiro chamado Richard, que foi treinado em Brakebills e introduz a magia religiosa. |     |                                        |                 |                                                      |                         |                       |
| 9 | 9   | "A Sala de Escrever"                   | James L. Conway | Sera Gamble                                          | 14 de março de 2016     | 0,71                  |
| Quentin descobre que Penny destruiu o manuscrito dado por Eliza no primeiro episódio. Penny relata que é um livro sobre Fillory escrito por Jane Chatwin e não por Christopher Plover, no qual Jane queria esclarecer as discrepâncias. Quentin, Penny, Alice e Eliot viajam até a propriedade Plover para procurar o botão que, de acordo com Jane no livro, é a chave para a porta de Fillory. Eles descobrem que a mansão é assombrada pelos fantasmas dos filhos de governanta de Plover, cuja irmã de Plover tinha drogado e matado para impedir que perturbassem o trabalho de Plover. Quentin descobre que Plover estava aprendendo magia e estava molestando Martin Chatwin. Plover desapareceu, em vez de morrer, levando Quentin a acreditar que ele é a Besta. Os quatro encontram o botão com os cadáveres das crianças. Enquanto isso, Julia ajuda Richard, entrando na mente de uma mulher paralisada. |     |                                        |                 |                                                      |                         |                       |
| 10 | 10  | "Boas-Vindas"                          | Joshua Butler   | Henry Alonso Myers                                   | 21 de março de 2016     | 0,78                  |
| Penny foi preso nos Neitherlands, o espaço entre outros mundos. Ele entra em contato com Quentin e descobre que, embora tenha sido apenas 6 horas para ele, tem sido 6 semanas na Terra. Para ajudar Penny, Alice e Quentin viajam para casa de seus pais para pedir ajuda de um amigo da família, que também é um viajante. Penny encontra um bibliotecário em Neitherlands que lhe dá informações sobre como lutar contra a Besta. Quentin e Alice devem resolver problemas de relacionamento para poderem conjurar um feitiço que ajudará Penny a encontrar o caminho de volta à Terra. Eliot e Margo descobrem que um ex-namorado dela tinha construído um Golem vivo à sua imagem. Julia hospeda outros mágicos que conhece através de Richard, incluindo Kady. Julia e Kady juntos aprendem alguns feitiços antes de se juntar a seus amigos em um projeto, e então Richard explica-lhes que eles estão tentando chamar um deus para lhes fornecer o poder mágico suficiente para reescrever o passado. |     |                                        |                 |                                                      |                         |                       |
| 11 | 11  | "Correctores de Batalha Mágica"        | Amanda Tapping  | Leah Fong                                            | 28 de março de 2016     | 0,72                  |
| Quentin, Alice, Penny, Eliot e Margo usam magia de probabilidade para determinar sua melhor chance de matar a besta e sobreviver, A única opção que não termina em todos eles mortos é para eles viajarem para Fillory para matar a Besta. Por causa das limitações de tempo, eles se preparam aprendendo a magia de batalha perigosa usada por bruxas de hedge. A Besta está controlando Penny e outros viajantes, levando alguns deles a se matar, incluindo o mentor de Penny, Stanley. Penny usa drogas para tentar bloquear a voz da Besta, levando a uma overdose. A professora Pearl Sunderland o ajuda a parar as vozes. Dominar os feitiços de batalha deixa Quentin, Eliot e Margo emocionalmente frágeis e desorientados. Quentin faz sexo com Margo e Eliot, e quando acorda, encontra Alice ao pé da cama. Kady e Julia procuram pistas para ajudá-los a convocar um deus, e alguém visita Julia em seus sonhos. |     |                                        |                 |                                                      |                         |                       |
| 12 | 12  | "Trinta e Nove Túmulos"                | Guy Norman Bee  | Leah Fong e Henry Alonso Myers                       | 04 de abril de 2016     | 0,75                  |
| Alice e Quentin brigam depois de sua traição, e ela dorme com Penny como vingança. Quentin, Alice, Penny, Eliot e Margo viajam para Neitherlands, onde são emboscados e Quentin volta à Terra. Os outros se escondem na biblioteca de Neitherland, até que Eliot queima um livro e os faz chutarem para fora. Eles encontram Josh Hoberman, um dos alunos desaparecidos do famoso "Terceiro ano" de Brakebills. Dois anos antes, ele e um colega - uma Viajante chamada Victoria - levaram sua classe para Fillory. Enquanto isso, na Terra, Quentin fala com Dean Fogg, que revela que Eliza é Jane Chatwin. Ela estava usando um relógio encantado, dado a ela por um deus chamado Ember, para criar um loop de tempo para que ela pudesse tentar diferentes métodos de matar a Besta. Depois de 39 fracassos, em que Quentin sempre morreu, ela mudou as circunstâncias de partida, tendo Julia rejeitado de Brakebills para que ela iria aprender a magia por si mesma. Quentin reconcilia-se com Julia para lhe dizer a verdade. Juntos, eles encontram seu caminho em Fillory viajando de volta a 1942 e seguindo a jovem Jane Chatwin através de uma porta para Fillory. |     |                                        |                 |                                                      |                         |                       |
| 13 | 13  | "Me Trouxeram Bolinhos"                | Scott Smith     | Sera Gamble, John McNamara e David Reed              | 11 de abril de 2016     | 0,68                  |
| Quentin descobrem que eles foram seguidos por Martin Chatwin, a quem eles prometem ajudar Jane. Eles gurdam uma lâmina para ajudá-los a matar a Besta, e conhecer a Watcherwoman, uma futura Jane Chatwin. Ela se despediu deles e os ajuda a voltar para o tempo presente. À medida que chegam no momento atual, Quentin e Julia recebem a carta encantada e mapa levando a Penny, Eliot e Margo. Eles conseguem a lâmina, mas Eliot tem que se casar com a filha do fabricante da lâmina, como ele foi reconhecido pela lâmina como o futuro Grande Rei. Quentin e Julia procuram Ember, que pode dar-lhes poder suficiente para segurar a lâmina. Ember abre as memórias de Julia, revelando que ela e seus amigos, ao invés de convocar um deus, foram enganados para chamar um deus malandro chamado Reynard Fox, que estuprou Julia e matou seus amigos. Depois, ela pediu a ajuda de Marina para apagar e alterar suas memórias do incidente. Penny, Alice, Eliot e Margo resgataram os prisioneiros da Besta, Victoria e Christopher Plover, que revelam que a Besta é Martin Chatwin. Josh e Victoria deixam o grupo e retornam à Terra, enquanto o resto viaja até a fonte da magia de Fillory, para emboscar a Besta. Lá, a Besta os domina. Julia pega a lâmina de Alice, e segura a faca habilitada para a garganta da Besta. Julia faz um acordo com a Besta para matar Reynard, e eles saem, com Quentin o único que ficou de pé. |     |                                        |                 |                                                      |                         |                       |

### 2ª Temporada
| No. geral | No. | Título                | Diretor(es)  | Escritor(es)       | Exibição                | Audência (em milhões) |
| --- | --- | --------------------- | ------------ | ------------------ | ----------------------- | --------------------- |
| 14 | 1   | "Knight of Crowns"    | Chris Fisher | Sera Gamble        | 25 de janeiro de 2017   | 1.29                  |
| Quentin foge da fonte de Fillory em busca de ajuda e se depara com uma bruxa em uma casa de pão de gengibre, que concorda em ajudar à custa de um frasco de seu sangue. Alice emerge da fonte de Wellspring, explicando que ela ainda tem o poder de um deus, e já curou seus companheiros. Eles descobrem que a Besta drenou o Wellspring. Penny usa um rio mágico para restaurar suas mãos feridas, mas ofende o guardião do rio que as amaldiçoa. Os companheiros encontram o Cavaleiro das Coroas, Eliot e Quentin são coroados Reis e Alice e Rainhas Margo de Fillory, mas logo descobrem que o reino está em um estado severo de declínio. |     |                       |              |                    |                         |                       |
| 15 | 2   | "Hotel Spa Potions"   | Chris Fisher | TBA                | 01 de fevereiro de 2017 | TBD                   |
| Quentin, Alice, Penny e Margo voltam para Brakebills procurando magia para usar contra a Besta. Com a ajuda de Dean Fogg, sua busca leva-os a Bigby, ex-professor de Brakebills, que ensina a Alice um poderoso feitiço de batalha. Dean Fogg implanta Cacodemons no quarteto para dar-lhes uma arma adicional contra a Besta. O professor Sunderland levanta a maldição nas mãos de Penny. Aprendendo Fillory está sofrendo de fome devido ao mau uso da Fera da Fonte, Elliot é forçado a ensinar a agricultura de povo de Fillor usando apenas ferramentas e fertilizante. Julia revela a Quentin que a Besta amaldiçoou os monarcas de Fillor. Reynard mata mais bruxas, levando Marina a se juntar a Julia e à Besta para matá-lo. |     |                       |              |                    |                         |                       |
| 16 | 3   | ""Eliminação Divina"" | John Scott   | Henry Alonso Myers | 08 de fevereiro de 2017 | 0,91                  |
| A maldição da Besta força Quentin, Alice, Eliot e Margo a todos se matarem. Penny contorna-o matando-os com veneno e revivendo-os com adrenalina. Marina realiza um ritual para convocar Reynard. Quando Julia e a Fera chegam para prendê-lo, Penny os teletransporta para Fillory, para que Alice possa destruir a Besta. A interferência de Julia faz com que o ataque de Alice se perca e a Besta fica apenas ferida. Quentin e Alice tentam interceptar a Besta antes que ele possa se curar no Wellspring. Ember confronta a Besta e diz que ele defecou no Wellspring, tornando-o inútil. Penny teleporta Julia de volta à Terra e ela remove as correntes do professor Sunderland de seus pulsos, fazendo a maldição retornar. A fera fere Quentin e luta contra Alice, quem ganha a vantagem até que ela começa a perder o poder divino da essência de Ember. Ela lança a magia de batalha de qualquer maneira e se transforma em um Niffin. O Niffin mata a Besta e liga Eliot e Margo. Quentin libera seu Cacodemon para matar o Niffin. Julia retorna para encontrar o cadáver sem vida de Marina e Reynard foi embora.             |     |                       |              |                    |                         |                       |
| 17 | 4   | "The Flying Forest"   | TBA          | TBA                | 15 de fevereiro de 2017 | TBD                   |
| Magia na Terra e Fillory começa a falhar devido ao Wellspring poluído. Para que Eliot possa retornar à Terra, Margo faz um golem no qual ele pode projetar sua mente. Eliot logo encontra sua consciência dividida entre o golem na Terra e seu próprio corpo em Fillory. Dean Fogg diz a ele que ele deve escolher entre a vida em Fillory e a vida na Terra. Médicos centauros curam as feridas de Quentin e dizem a Penny que não podem curar suas mãos amaldiçoadas. Quentin amputa as mãos de Penny e, juntas, elas entram na Floresta Voadora para caçar a Dama Branca, uma criatura mágica que concede desejos, para pedir que ela cure as mãos de Penny e ressuscite Alice. Julia e Kady seguem uma mensagem no corpo de Marina para encontrar um feitiço que revive temporariamente Marina; Ela diz a eles para localizar uma garota que baniu Reynard da Terra há quarenta anos.Quentin e Penny encontram a Dama Branca; ela restaura as mãos de Penny, mas diz a Quentin que ela não pode ressuscitar os mortos. Ela pergunta se ele quer que ela apague suas memórias de Alice, mas ele se recusa, desejando ser mandado para casa. |     |                       |              |                    |                         |                       |
| 18 | 05  | "Cheat Day"           | TBA          | TBA                | 22 de fevereiro de 2017 | TBD                   |

## Produção

### Desenvolvimento
Michael London foi primeira escolha para adaptar os livros em 2011, com a intenção de desenvolver a série na Fox. Co-roteiristas de X-Men: Primeira Classe, Ashley Miller e Zack Stentz escrevera o piloto, mas não conseguiram sinal verde. London, em seguida, desenvolvia o piloto com McNamara e Gamble assumindo funções de escrita, e levou o script para Syfy, que encomendou um piloto. O piloto, dirigido por Mike Cahill, foi filmado em Nova Orleans no final de 2014 e avaliado em dezembro. Syfy encomendou a série para uma primeira temporada de 13 episódios, que foi ao ar em 2016. McNamara e Gamble tornaram-se produtores executivos.

### Produção e Exibição
A produção em série começou no dia 04 de agosto de 2015, em Vancouver.
O primeiro episódio foi ao ar em 25 de janeiro de 2016, quando foi mostrado junto com o segundo episódio.
A segunda temporada com data para estreia em 25 de janeiro de 2017.

### Elenco
Olivia Taylor Dudley substituiu Sosie Bacon como Alice Quinn. Também foi anunciado que Rick Worthy tinha sido escalado como Dean Fogg, Anne Dudek como Professora Sunderland, Esmé Bianco também jumtou-se ao elenco.

### Locais De Filmagem
Colúmbia Britânica, Vancouver, Canadá

### Lançamento em DVD/Blu-Ray
A primeira temporada de The Magicians foi lançado em DVD e Blu-Ray em 19 de julho de 2016 na Região 1. A introdução incluiu todos os treze episódios, bem como vários recursos especiais, incluindo cenas excluídas, Gag Reel, O mundo dos magos, E UltraViolet Cópias Digitais.

## Recepção
O show encontrou-se com resposta crítica misturada e positiva. No Metacritic, ele possui uma classificação de 60/100, com base em 24 avaliações. No Rotten Tomatoes, tem um índice de aprovação de 70% com base em 37 comentários, com uma classificação média de 6,8 / 10. Os sites de críticas entram em consenso que: "The Magicians" possui impressionantes efeitos especiais e histórias criativas, que ajudam a compensar uma premissa derivada e ritmo ocasionalmente lento."
Alguns críticos e fãs criticaram o show por sua brutal representação de Julia sendo estuprada e que a violação lhe deu poderes mágicos extras. O incidente também foi criticado porque, depois de Julia lembrou da agressão, ela traiu seus amigos através da formação de uma aliança com, e, literalmente, abraçando, um assassino - que também é um sobrevivente de estupro. Como disse Lisa Weidenfeld, da AV Club: "o show agora sugeriu que as duas vítimas de agressão sexual são seus vilões".